# Bumbarasz
Bumbarasz (ros. Бумбараш) – radziecka komedia muzyczna z 1971, na motywach powieści Arkadego Gajdara pod tym samym tytułem.

## Fabuła
Bumbarasz walczył w armii rosyjskiej w czasie I wojny światowej, dostał się do niewoli austriackiej. Po zakończeniu wojny powraca do rodzinnej wsi, gdzie wszyscy (łącznie z byłą narzeczoną) uznawali go za zmarłego. W czasie rosyjskiej wojny domowej wieś przechodzi z rąk do rąk. Wkraczają do niej Biali, potem bolszewicy, a wreszcie zwykli bandyci.

## Obsada
- Walerij Zołotuchin jako Bumbarasz
- Jurij Smirnow jako Gawriła
- Natalia Dmitrijewa jako Warwara
- Jekatierina Wasiliewa jako Sofia Nikołajewna
- Aleksandr Chocziński jako Lowka Demczenko
- Aleksandr Bielina jako Jaszka
- Leonid Baksztajew jako Czubatow
- Lew Durow jako Miler
- Roman Tkaczuk jako komisarz Zapłatin
- Nikołaj Dupak jako Sowkow
- Boris Aleksandrow
- Wira Misewycz